# Coppa Davis 2023 Zona Europa Gruppo III
La Zona Europa del Gruppo Mondiale III è il terzo livello della Coppa Davis 2023.

## Nazioni partecipanti
Tra parentesi la posizione occupata nella classifica a squadre di Coppa Davis il 18 marzo 2024.
- Cipro
- Estonia
- Malta
- Macedonia del Nord

- Moldavia
- Montenegro
- San Marino

## Risultati
Data: 14-17 giugno 2023
Luogo: Herodotou Tennis Academy, Larnaca, Cipro
Superficie: Cemento
Le nazioni sono divise in due gironi da tre (gruppo A) e quattro (gruppo B) squadre:
- Le due prime classificate dei gironi e la squadra vincitrice del play-off tra le due seconde classificate vengono promosse ai play-off del Gruppo Mondiale II 2024.
- La squadra classificatasi al quarto posto del gruppo B e la squadra perdente del play-off tra le due terze classificate saranno retrocesse nella Gruppo IV Zona Europa 2024.

### Teste di serie
| Pot | Nazione            | Rank1 | tds |
| --- | ------------------ | ----- | --- |
| 1   | Estonia            |       | 1   |
| 1   | Cipro              |       | 2   |
| 2   | San Marino         |       | 3   |
| 2   | Macedonia del Nord |       | 4   |
| 3   | Montenegro         |       | 5   |
| 3   | Malta              |       | 6   |
| 4   | Moldavia           |       | 7   |

### Round Robin

#### Gruppo A
|   |            | EST | MNE | SMR | RR V-P | Match V-P | Set V-P | Classifica |
| 1 | Estonia    |     | 2–1 | 3–0 | 2–0    | 5–1       | 11-2    | 1          |
| 5 | Montenegro | 1–2 |     | 3–0 | 1–1    | 4–2       | 8–5     | 2          |
| 3 | San Marino | 0–3 | 0–3 |     | 0–2    | 0–6       | 0–12    | 3          |

#### Gruppo B
|   |                    | MDA | CYP | MKD | MLT | RR V-P | Match V-P | Set V-P | Classifica |
| 7 | Moldavia           |     | 2-1 | 3-0 | 3-0 | 3–0    | 9–0       | 18–3    | 1          |
| 2 | Cipro              | 1-2 |     | 3-0 | 3-0 | 2–1    | 6–3       | 13–6    | 2          |
| 4 | Macedonia del Nord | 0-3 | 0-3 |     | 2-1 | 1–2    | 2–7       | 6–14    | 3          |
| 6 | Malta              | 0-3 | 0-3 | 1-2 |     | 0–3    | 1–8       | 3–17    | 4          |

### Play-off
|                        | Squadra 1  | Punteggio | Squadra 2          |
| ---------------------- | ---------- | --------- | ------------------ |
| Play-off               | Estonia    | 2-0       | Moldavia           |
| Play-off promozione    | Montenegro | 0-2       | Cipro              |
| Play-off retrocessione | San Marino | 1-2       | Macedonia del Nord |

### Classifica finale
| Pos | Squadra            |
| --- | ------------------ |
| 1.  | Estonia            |
| 2.  | Moldavia           |
| 3.  | Cipro              |
| 4.  | Montenegro         |
| 5.  | Macedonia del Nord |
| 6.  | San Marino         |
| 7.  | Malta              |

- Estonia,  Moldavia e  Cipro qualificate per i playoff del Gruppo Mondiale II.
- San Marino e  Malta retrocesse al Gruppo IV Zona Europa.

## Round Robin

### Gruppo A

#### Estonia vs. Montenegro
| Estonia 2 | Herodotou Tennis Academy, Larnaca, Cipro 14 giugno 2024 Cemento | Herodotou Tennis Academy, Larnaca, Cipro 14 giugno 2024 Cemento  | Montenegro 1 |     |     |  |
| \| \| \| \| 1 \| 2 \| 3 \| \| \| - \| \| ---------------------------------------------------------------- \| --- \| --- \| --- \| \| \| 1 \| \| Daniil Glinka Matija Samardžić \| 6 4 \| 6 0 \| \| \| \| 2 \| \| Mark Lajal Petar Jovanović \| 6 3 \| 3 6 \| 3 6 \| \| \| 3 \| \| Johannes Seeman / Siim Troost Petar Jovanović / Matija Samardžić \| 7 5 \| 7 5 \| \| \| |                                                                 |                                                                  |              |     |     |  |
| |                                                                 |                                                                  | 1            | 2   | 3   |  |
| 1 | Estonia (bandiera) · Montenegro (bandiera)                      | Daniil Glinka Matija Samardžić                                   | 6 4          | 6 0 |     |  |
| 2 | Estonia (bandiera) · Montenegro (bandiera)                      | Mark Lajal Petar Jovanović                                       | 6 3          | 3 6 | 3 6 |  |
| 3 | Estonia (bandiera) · Montenegro (bandiera)                      | Johannes Seeman / Siim Troost Petar Jovanović / Matija Samardžić | 7 5          | 7 5 |     |  |

#### San Marino vs. Montenegro
| San Marino 0 | Herodotou Tennis Academy, Larnaca, Cipro 15 giugno 2024 Cemento | Herodotou Tennis Academy, Larnaca, Cipro 15 giugno 2024 Cemento     | Montenegro 3 |     |   |  |
| \| \| \| \| 1 \| 2 \| 3 \| \| \| - \| \| ------------------------------------------------------------------- \| --- \| --- \| - \| \| \| 1 \| \| Mattia Muraccini Matija Samardžić \| 1 6 \| 2 6 \| \| \| \| 2 \| \| Marco De Rossi Petar Jovanović \| 4 6 \| 3 6 \| \| \| \| 3 \| \| Mattia Muraccini / Filippo Tommesani Emil Dapčević / Simon Knežević \| 0 6 \| 4 6 \| \| \| |                                                                 |                                                                     |              |     |   |  |
| |                                                                 |                                                                     | 1            | 2   | 3 |  |
| 1 | San Marino (bandiera) · Montenegro (bandiera)                   | Mattia Muraccini Matija Samardžić                                   | 1 6          | 2 6 |   |  |
| 2 | San Marino (bandiera) · Montenegro (bandiera)                   | Marco De Rossi Petar Jovanović                                      | 4 6          | 3 6 |   |  |
| 3 | San Marino (bandiera) · Montenegro (bandiera)                   | Mattia Muraccini / Filippo Tommesani Emil Dapčević / Simon Knežević | 0 6          | 4 6 |   |  |

#### Estonia vs. San Marino
| Estonia 3 | Herodotou Tennis Academy, Larnaca, Cipro 16 giugno 2024 Cemento | Herodotou Tennis Academy, Larnaca, Cipro 16 giugno 2024 Cemento    | San Marino 0 |     |   |  |
| \| \| \| \| 1 \| 2 \| 3 \| \| \| - \| \| ------------------------------------------------------------------ \| --- \| --- \| - \| \| \| 1 \| \| Siim Troost Filippo Tommesani \| 6 1 \| 6 1 \| \| \| \| 2 \| \| Daniil Glinka Marco De Rossi \| 6 1 \| 6 1 \| \| \| \| 3 \| \| Johannes Seeman / Siim Troost Mattia Muraccini / Filippo Tommesani \| 6 0 \| 6 1 \| \| \| |                                                                 |                                                                    |              |     |   |  |
| |                                                                 |                                                                    | 1            | 2   | 3 |  |
| 1 | Estonia (bandiera) · San Marino (bandiera)                      | Siim Troost Filippo Tommesani                                      | 6 1          | 6 1 |   |  |
| 2 | Estonia (bandiera) · San Marino (bandiera)                      | Daniil Glinka Marco De Rossi                                       | 6 1          | 6 1 |   |  |
| 3 | Estonia (bandiera) · San Marino (bandiera)                      | Johannes Seeman / Siim Troost Mattia Muraccini / Filippo Tommesani | 6 0          | 6 1 |   |  |

### Gruppo B

#### Cipro vs. Moldova
| Cipro 0 | Herodotou Tennis Academy, Larnaca, Cipro 14 giugno 2024 Cemento | Herodotou Tennis Academy, Larnaca, Cipro 14 giugno 2024 Cemento     | Moldavia 3 |     |     |  |
| \| \| \| \| 1 \| 2 \| 3 \| \| \| - \| \| ------------------------------------------------------------------- \| ---- \| --- \| --- \| \| \| 1 \| \| Petros Chrysochos Ilya Snițari \| 3 6 \| 2 6 \| \| \| \| 2 \| \| Menelaos Efstathiou Alexandr Cozbinov \| 68 7 \| 7 5 \| 2 6 \| \| \| 3 \| \| Sergis Kyratzis / Eleftherios Neos Alexandr Cozbinov / Ilya Snițari \| 5 7 \| 3 6 \| \| \| |                                                                 |                                                                     |            |     |     |  |
| |                                                                 |                                                                     | 1          | 2   | 3   |  |
| 1 | Cipro (bandiera) · Moldavia (bandiera)                          | Petros Chrysochos Ilya Snițari                                      | 3 6        | 2 6 |     |  |
| 2 | Cipro (bandiera) · Moldavia (bandiera)                          | Menelaos Efstathiou Alexandr Cozbinov                               | 68 7       | 7 5 | 2 6 |  |
| 3 | Cipro (bandiera) · Moldavia (bandiera)                          | Sergis Kyratzis / Eleftherios Neos Alexandr Cozbinov / Ilya Snițari | 5 7        | 3 6 |     |  |

#### Macedonia del Nord vs. Malta
| Macedonia del Nord 2 | Herodotou Tennis Academy, Larnaca, Cipro 14 giugno 2024 Cemento | Herodotou Tennis Academy, Larnaca, Cipro 14 giugno 2024 Cemento | Malta 1 |     |      |  |
| \| \| \| \| 1 \| 2 \| 3 \| \| \| - \| \| --------------------------------------------------------------- \| --- \| --- \| ---- \| \| \| 1 \| \| Obrad Markovski Alex Degabriele \| 6 4 \| 2 6 \| 63 7 \| \| \| 2 \| \| Kalin Ivanovski Liam Delicata \| 6 2 \| 6 4 \| \| \| \| 3 \| \| Berk Bugarikj / Kalin Ivanovski Alex Degabriele / Liam Delicata \| 6 4 \| 6 4 \| \| \| |                                                                 |                                                                 |         |     |      |  |
| |                                                                 |                                                                 | 1       | 2   | 3    |  |
| 1 | Macedonia del Nord (bandiera) · Malta (bandiera)                | Obrad Markovski Alex Degabriele                                 | 6 4     | 2 6 | 63 7 |  |
| 2 | Macedonia del Nord (bandiera) · Malta (bandiera)                | Kalin Ivanovski Liam Delicata                                   | 6 2     | 6 4 |      |  |
| 3 | Macedonia del Nord (bandiera) · Malta (bandiera)                | Berk Bugarikj / Kalin Ivanovski Alex Degabriele / Liam Delicata | 6 4     | 6 4 |      |  |

#### Cipro vs. Malta
| Cipro 3 | Herodotou Tennis Academy, Larnaca, Cipro 15 giugno 2024 Cemento | Herodotou Tennis Academy, Larnaca, Cipro 15 giugno 2024 Cemento    | Malta 0 |     |   |  |
| \| \| \| \| 1 \| 2 \| 3 \| \| \| - \| \| ------------------------------------------------------------------ \| --- \| --- \| - \| \| \| 1 \| \| Stylianos Christodoulou Alex Degabriele \| 6 3 \| 6 3 \| \| \| \| 2 \| \| Menelaos Efstathiou Liam Delicata \| 6 0 \| 6 1 \| \| \| \| 3 \| \| Sergis Kyratzis / Eleftherios Neos Alex Degabriele / Liam Delicata \| 6 2 \| 6 1 \| \| \| |                                                                 |                                                                    |         |     |   |  |
| |                                                                 |                                                                    | 1       | 2   | 3 |  |
| 1 | Cipro (bandiera) · Malta (bandiera)                             | Stylianos Christodoulou Alex Degabriele                            | 6 3     | 6 3 |   |  |
| 2 | Cipro (bandiera) · Malta (bandiera)                             | Menelaos Efstathiou Liam Delicata                                  | 6 0     | 6 1 |   |  |
| 3 | Cipro (bandiera) · Malta (bandiera)                             | Sergis Kyratzis / Eleftherios Neos Alex Degabriele / Liam Delicata | 6 2     | 6 1 |   |  |

#### Macedonia del Nord vs. Moldova
| Macedonia del Nord 0 | Herodotou Tennis Academy, Larnaca, Cipro 15 giugno 2024 Cemento | Herodotou Tennis Academy, Larnaca, Cipro 15 giugno 2024 Cemento    | Moldavia 3 |     |     |  |
| \| \| \| \| 1 \| 2 \| 3 \| \| \| - \| \| ------------------------------------------------------------------ \| --- \| --- \| --- \| \| \| 1 \| \| Berk Bugarikj Ilya Snițari \| 6 4 \| 2 6 \| 3 6 \| \| \| 2 \| \| Kalin Ivanovski Alexandr Cozbinov \| 5 7 \| 2 5 \| \| \| \| 3 \| \| Amar Huseinovic / Obrad Markovski Alexandr Cozbinov / Ilya Snițari \| 3 6 \| 5 7 \| \| \| |                                                                 |                                                                    |            |     |     |  |
| |                                                                 |                                                                    | 1          | 2   | 3   |  |
| 1 | Macedonia del Nord (bandiera) · Moldavia (bandiera)             | Berk Bugarikj Ilya Snițari                                         | 6 4        | 2 6 | 3 6 |  |
| 2 | Macedonia del Nord (bandiera) · Moldavia (bandiera)             | Kalin Ivanovski Alexandr Cozbinov                                  | 5 7        | 2 5 |     |  |
| 3 | Macedonia del Nord (bandiera) · Moldavia (bandiera)             | Amar Huseinovic / Obrad Markovski Alexandr Cozbinov / Ilya Snițari | 3 6        | 5 7 |     |  |

#### Cipro vs. Macedonia del Nord
| Cipro 3 | Herodotou Tennis Academy, Larnaca, Cipro 16 giugno 2024 Cemento | Herodotou Tennis Academy, Larnaca, Cipro 16 giugno 2024 Cemento      | Macedonia del Nord 0 |     |   |  |
| \| \| \| \| 1 \| 2 \| 3 \| \| \| - \| \| -------------------------------------------------------------------- \| --- \| --- \| - \| \| \| 1 \| \| Stylianos Christodoulou Amar Huseinovic \| 6 1 \| 6 2 \| \| \| \| 2 \| \| Menelaos Efstathiou Obrad Markovski \| 6 1 \| 6 2 \| \| \| \| 3 \| \| Sergis Kyratzis / Eleftherios Neos Amar Huseinovic / Obrad Markovski \| 6 0 \| 6 4 \| \| \| |                                                                 |                                                                      |                      |     |   |  |
| |                                                                 |                                                                      | 1                    | 2   | 3 |  |
| 1 | Cipro (bandiera) · Macedonia del Nord (bandiera)                | Stylianos Christodoulou Amar Huseinovic                              | 6 1                  | 6 2 |   |  |
| 2 | Cipro (bandiera) · Macedonia del Nord (bandiera)                | Menelaos Efstathiou Obrad Markovski                                  | 6 1                  | 6 2 |   |  |
| 3 | Cipro (bandiera) · Macedonia del Nord (bandiera)                | Sergis Kyratzis / Eleftherios Neos Amar Huseinovic / Obrad Markovski | 6 0                  | 6 4 |   |  |

#### Malta vs. Moldova
| Malta 0 | Herodotou Tennis Academy, Larnaca, Cipro 16 giugno 2024 Cemento | Herodotou Tennis Academy, Larnaca, Cipro 16 giugno 2024 Cemento     | Moldavia 3 |      |     |  |
| \| \| \| \| 1 \| 2 \| 3 \| \| \| - \| \| ------------------------------------------------------------------- \| --- \| ---- \| --- \| \| \| 1 \| \| Alex Degabriele Ilya Snițari \| 1 6 \| 1 6 \| \| \| \| 2 \| \| Liam Delicata Alexandr Cozbinov \| 6 3 \| 3 6 \| 0 6 \| \| \| 3 \| \| Alex Degabriele / Dwayne Lukas Pullicino Ilie Cazac / Andrei Ciumac \| 2 6 \| 62 7 \| \| \| |                                                                 |                                                                     |            |      |     |  |
| |                                                                 |                                                                     | 1          | 2    | 3   |  |
| 1 | Malta (bandiera) · Moldavia (bandiera)                          | Alex Degabriele Ilya Snițari                                        | 1 6        | 1 6  |     |  |
| 2 | Malta (bandiera) · Moldavia (bandiera)                          | Liam Delicata Alexandr Cozbinov                                     | 6 3        | 3 6  | 0 6 |  |
| 3 | Malta (bandiera) · Moldavia (bandiera)                          | Alex Degabriele / Dwayne Lukas Pullicino Ilie Cazac / Andrei Ciumac | 2 6        | 62 7 |     |  |

## Play-off

### Play-off

#### Estonia vs. Moldova
| Estonia 2 | Herodotou Tennis Academy, Larnaca, Cipro 17 giugno 2024 Cemento | Herodotou Tennis Academy, Larnaca, Cipro 17 giugno 2024 Cemento | Moldavia 0 |     |     |             |
| \| \| \| \| 1 \| 2 \| 3 \| \| \| - \| \| -------------------------------------------------------- \| --- \| --- \| --- \| ----------- \| \| 1 \| \| Johannes Seeman Andrei Ciumac \| 3 6 \| 6 2 \| 6 1 \| \| \| 2 \| \| Daniil Glinka Ilie Cazac \| 6 1 \| 6 2 \| \| \| \| 3 \| \| Johannes Seeman / Siim Troost Ilie Cazac / Andrei Ciumac \| \| \| \| non giocato \| |                                                                 |                                                                 |            |     |     |             |
| |                                                                 |                                                                 | 1          | 2   | 3   |             |
| 1 | Estonia (bandiera) · Moldavia (bandiera)                        | Johannes Seeman Andrei Ciumac                                   | 3 6        | 6 2 | 6 1 |             |
| 2 | Estonia (bandiera) · Moldavia (bandiera)                        | Daniil Glinka Ilie Cazac                                        | 6 1        | 6 2 |     |             |
| 3 | Estonia (bandiera) · Moldavia (bandiera)                        | Johannes Seeman / Siim Troost Ilie Cazac / Andrei Ciumac        |            |     |     | non giocato |

### Play-off promozione

#### Montenegro vs. Cipro
| Montenegro 0 | Herodotou Tennis Academy, Larnaca, Cipro 17 giugno 2024 Cemento | Herodotou Tennis Academy, Larnaca, Cipro 17 giugno 2024 Cemento       | Cipro 2 |     |   |             |
| \| \| \| \| 1 \| 2 \| 3 \| \| \| - \| \| --------------------------------------------------------------------- \| --- \| --- \| - \| ----------- \| \| 1 \| \| Matija Samardžić Petros Chrysochos \| 5 7 \| 2 6 \| \| \| \| 2 \| \| Petar Jovanović Menelaos Efstathiou \| 5 7 \| 3 6 \| \| \| \| 3 \| \| Petar Jovanović / Matija Samardžić Sergis Kyratzis / Eleftherios Neos \| \| \| \| non giocato \| |                                                                 |                                                                       |         |     |   |             |
| |                                                                 |                                                                       | 1       | 2   | 3 |             |
| 1 | Montenegro (bandiera) · Cipro (bandiera)                        | Matija Samardžić Petros Chrysochos                                    | 5 7     | 2 6 |   |             |
| 2 | Montenegro (bandiera) · Cipro (bandiera)                        | Petar Jovanović Menelaos Efstathiou                                   | 5 7     | 3 6 |   |             |
| 3 | Montenegro (bandiera) · Cipro (bandiera)                        | Petar Jovanović / Matija Samardžić Sergis Kyratzis / Eleftherios Neos |         |     |   | non giocato |

### Play-off retrocessione

#### San Marino vs. Macedonia del Nord
| San Marino 1 | Herodotou Tennis Academy, Larnaca, Cipro 17 giugno 2024 Cemento | Herodotou Tennis Academy, Larnaca, Cipro 17 giugno 2024 Cemento    | Macedonia del Nord 2 |     |   |  |
| \| \| \| \| 1 \| 2 \| 3 \| \| \| - \| \| ------------------------------------------------------------------ \| --- \| --- \| - \| \| \| 1 \| \| Mattia Muraccini Berk Bugarikj \| 5 7 \| 2 6 \| \| \| \| 2 \| \| Marco De Rossi Obrad Markovski \| 6 0 \| 6 1 \| \| \| \| 3 \| \| Marco De Rossi / Filippo Tommesani Berk Bugarikj / Amar Huseinovic \| 4 6 \| 3 6 \| \| \| |                                                                 |                                                                    |                      |     |   |  |
| |                                                                 |                                                                    | 1                    | 2   | 3 |  |
| 1 | San Marino (bandiera) · Macedonia del Nord (bandiera)           | Mattia Muraccini Berk Bugarikj                                     | 5 7                  | 2 6 |   |  |
| 2 | San Marino (bandiera) · Macedonia del Nord (bandiera)           | Marco De Rossi Obrad Markovski                                     | 6 0                  | 6 1 |   |  |
| 3 | San Marino (bandiera) · Macedonia del Nord (bandiera)           | Marco De Rossi / Filippo Tommesani Berk Bugarikj / Amar Huseinovic | 4 6                  | 3 6 |   |  |